# هیلونگ‌جیانگ ۲۳۸۰
سیارک ۲۳۸۰ (به انگلیسی: 2380 Heilongjiang، نامگذاری:1965SN) دو هزار و سیصد و هشتادمین سیارک کشف شده‌است که در ۱۸ سپتامبر ۱۹۶۵ کشف شد.
قدر مطلق سیارک برابر ۱۳٫۲۰ است.